# Umbria Rugby Ragazze
Umbria Rugby Ragazze è una Società di rugby a 15 femminile fondata a Perugia il 10 ottobre 2012.

## Storia
Le Società Rugby Perugia Ragazze e Terni Rugby volevano, infatti, creare una franchigia per permettere alle proprie giocatrici, che fino ad allora avevano militato in Coppa Italia Seven, di partecipare al campionato italiano.
Tuttavia, la Federazione Italiana Rugby non contemplava tale tipo di possibilità e, per questo motivo, dopo la stipula di un protocollo di intesa tra le Società madre, il 10 ottobre 2010 è stata creata la Società Umbria Rugby Ragazze a.s.d.
La neonata Umbra Rugby Ragazze ha disputato il Campionato italiano di Serie A Femminile 2012/2013 nel girone 2, classificandosi terza.

## Storia delle società di provenienza

### Rugby Perugia Ragazze
Il Rugby Perugia Ragazze ha partecipato al primo campionato femminile FIR 1991-92, formando una squadra insieme al Villa Pamphili di Roma. Giunse secondo, perdendo in finale contro le Red Panthers, unica compagine ad aver vinto 19 scudetti di seguito. Nelle stagioni 1999/2000 e 2000/01 le biancorosse sono sempre arrivate in semifinale scudetto (la serie A era composta in due gironi come lo è anche ora) mentre nella 2004/05 ai barrage per l'accesso alle semifinali. Negli anni successivi il movimento femminile perugino ha avuto un leggero declino fino a ritornare attivo quattro anni fa con l'iscrizione al campionato nazionale Seven.

### Iguane Terni Rugby
La squadra femminile di Terni è nata nell'ambito di progetti di diffusione scolastica del rugby nel corso dell'anno scolastico 2010/2011.
Ha partecipato al Campionato di Coppa Italia femminile di rugby a 7 2011/2012 classificandosi ___.

## Colori e uniformi
I colori dell'Umbria Rugby Ragazze, in omaggio alla regione Umbria, sono il verde ed il bianco.
La particolarità che distingue la squadra è quella di indossare un calzettone rosso verde al piede sinistro e uno bianco rosso al piede destro in omaggio ai colori sociali delle Società di provenienza.

## Stadi
Le partite dell'Umbria Rugby Ragazze da disputare in casa vengono giocate alternativamente nei due stadi delle Società CUS Perugia Rugby e Terni Rugby.
Il campo di Perugia si trova presso l'area verde denominata Percorso Verde ed è un campo regolamentare in erba dotato di 4 spogliatoi, palestra e club house.
Il campo di Terni è situato nel quartiere Borgo Rivo, è stato destinato all'attività della Società Rugby Terni nell'anno 2013 ed è in fase di ristrutturazione. È un campo d'erba regolamentare, dotato di 2 spogliatoi.